# Kakifly
Kakifly (jap. かきふらい Kakifurai; ur. w prefekturze Kioto) – japoński mangaka, znany ze stworzenia serii K-On!, która została zaadaptowana na serial anime przez studio Kyoto Animation.

## Twórczość
- K-On! (jap. けいおん!) (2007–2010)[2]
  - K-On! College (jap. けいおん! College) (2011–2012)[3]
  - K-On! Highschool (jap. けいおん! Highschool) (2011–2012)[4]
  - K-On! Shuffle (jap. けいおん! Shuffle) (od 2018)[5]
- Kanamemo (ilustracja karty końcowej, odc. 8) (2009)
- Yuyushiki (ilustracja karty końcowej, odc. 8) (2013)